# Nosków
Nosków (prononciation : [ˈnɔskuf]) est un village polonais de la gmina de Jaraczewo dans le powiat de Jarocin de la voïvodie de Grande-Pologne dans le centre-ouest de la Pologne.
Il se situe à environ 9 kilomètres au sud-est de Jaraczewo (siège de la gmina), à 8 kilomètres au sud-ouest de Jarocin (siège du powiat) et à 62 kilomètres au sud-est de Poznań (capitale régionale).
Le village possédait une population de 960 habitants en 2006.

## Histoire
De 1975 à 1998, le village faisait partie du territoire de la voïvodie de Kalisz.

Depuis 1999, Nosków est situé dans la voïvodie de Grande-Pologne.